# Goniophora
Goniophora is een geslacht van uitgestorven tweekleppigen, dat leefde van het Siluur tot het Devoon.

## Beschrijving
Deze tweekleppige met zijn scheef gebouwde schelp had een duidelijke spits. Van daaruit verloopt een ribbe naar de achterzijde van de schelp. De lengte van de schelp bedraagt circa vijf centimeter.